# Lista localităților din provincia Kars

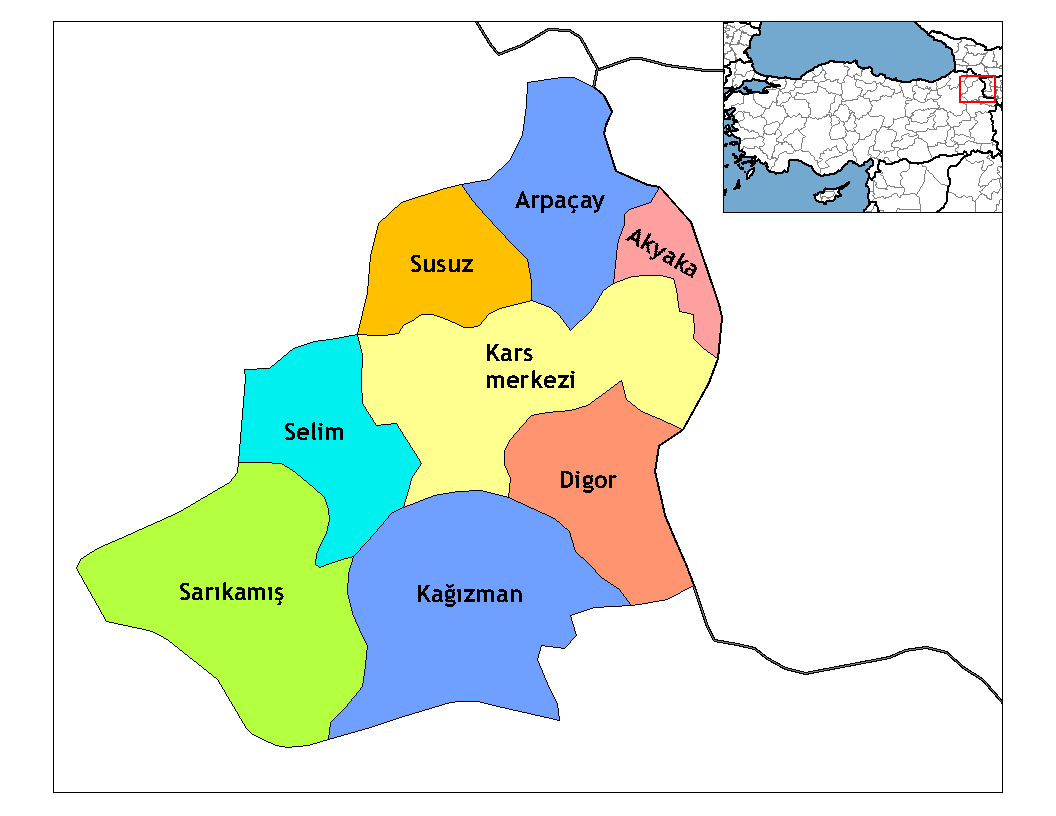
Provincia Kars

Aceasta este lista localităților din Provincia Kars, Turcia, după districte. În secțiunile de mai jos, prima localitate din fiecare listă este centrul administrativ al districtului.

## Kars
- Kars
- Ağadeve, Kars
- Akbaba, Kars
- Akdere, Kars
- Alaca, Kars
- Alçılı, Kars
- Arazoğlu, Kars
- Arslanizi, Kars
- Ataköy, Kars
- Atayurt, Kars
- Ayakgedikler, Kars
- Aydınalan, Kars
- Azat, Kars
- Başgedikler, Kars
- Başkaya, Kars
- Bayraktar, Kars
- Bekler, Kars
- Boğatepe, Kars
- Boğaz, Kars
- Borluk, Kars
- Bozkale, Kars
- Bulanık, Kars
- Büyükaküzüm, Kars
- Çağlayan, Kars
- Çakmak, Kars
- Çamurlu, Kars
- Çerme, Kars
- Çığırgan, Kars
- Çorak, Kars
- Davul, Kars
- Derecik, Kars
- Dikme, Kars
- Esenkent, Kars
- Esenyazı, Kars
- Eşmeyazı, Kars
- Gelirli, Kars
- Güdeli, Kars
- Hacıhalil, Kars
- Hacıveli, Kars
- Halefoğlu, Kars
- Hamzagerek, Kars
- Hapanlı, Kars
- Hasçiftlik, Kars
- Karacaören, Kars
- Karaçoban, Kars
- Karakale, Kars
- Karakaş, Kars
- Kocabahçe, Kars
- Kozluca, Kars
- Küçükboğatepe, Kars
- Küçükpirveli, Kars
- Küçükyusuf, Kars
- Külveren, Kars
- Kümbetli, Kars
- Maksutçuk, Kars
- Mezraa, Kars
- Ocaklı, Kars
- Oğuzlu, Kars
- Ortagedikler, Kars
- Ölçülü, Kars
- Soylu, Kars
- Söğütlü, Kars
- Subatan, Kars
- Tazekent, Kars
- Tekneli, Kars
- Üçbölük, Kars
- Verimli, Kars
- Yağıkesen, Kars
- Yalçınlar, Kars
- Yalınkaya, Kars
- Yılanlı, Kars
- Yolaçan, Kars
- Yücelen, Kars

## Akyaka
- Akyaka
- Akbulak, Akyaka
- Aslahane, Akyaka
- Boyuntaş, Akyaka
- Büyükdurduran, Akyaka
- Büyükpirveli, Akyaka
- Cebeci, Akyaka
- Camuşlu, Akyaka
- Çetindurak, Akyaka
- Demirkent, Akyaka
- Duraklı, Akyaka
- Esenyayla, Akyaka
- Geçitköy, Akyaka
- Hacıpiri, Akyaka
- İbişköy, Akyaka
- İncedere, Akyaka
- Kalkankale, Akyaka
- Kayadöven, Akyaka
- Karahan, Akyaka
- Kayaköprü, Akyaka
- Küçükaküzüm, Akyaka
- Küçükdurduran, Akyaka
- Kürekdere, Akyaka
- Sulakbahçe, Akyaka
- Süngüderesi, Akyaka
- Şahnalar, Akyaka
- Üçpınar, Akyaka

## Arpaçay
- Arpaçay
- Akçakale, Arpaçay
- Akçalar, Arpaçay
- Akmazdam, Arpaçay
- Arslanoğlu, Arpaçay
- Atcılar, Arpaçay
- Aydıngün, Arpaçay
- Bacıoğlu, Arpaçay
- Bardaklı, Arpaçay
- Bozyiğit, Arpaçay
- Burcalı, Arpaçay
- Büyükçatma, Arpaçay
- Carcı, Arpaçay
- Carcıoğlu, Arpaçay
- Çanaksu, Arpaçay
- Dağköyü, Arpaçay
- Değirmenköprü, Arpaçay
- Doğruyol, Arpaçay
- Gediksatılmış, Arpaçay
- Göldalı, Arpaçay
- Gönülalan, Arpaçay
- Gülyüzü, Arpaçay
- Güvercin, Arpaçay
- Hasançavuş, Arpaçay
- Kakaç, Arpaçay
- Karakale, Arpaçay
- Karaurgan, Arpaçay
- Kardeştepe, Arpaçay
- Kıraç, Arpaçay
- Koçköyü, Arpaçay
- Kuyucuk, Arpaçay
- Kuzgunlu, Arpaçay
- Küçükboğaz, Arpaçay
- Küçükçatma, Arpaçay
- Kümbet, Arpaçay
- Melikköyü, Arpaçay
- Mescitli, Arpaçay
- Meydancık, Arpaçay
- Okçuoğlu, Arpaçay
- Polatköyü, Arpaçay
- Söğütlü, Arpaçay
- Taşbaşı, Arpaçay
- Taşdere, Arpaçay
- Taşköprü, Arpaçay
- Taşlıağıl, Arpaçay
- Telek, Arpaçay
- Tepecik, Arpaçay
- Tepeköy, Arpaçay
- Tomarlı, Arpaçay

## Digor
- Digor
- Alem, Digor
- Arpalı, Digor
- Aşağıbaşköy, Digor
- Bacalı, Digor
- Başköy, Digor
- Bayırbağı, Digor
- Bostankale, Digor
- Celalköy, Digor
- Çatak, Digor
- Dağpınar, Digor
- Derinöz, Digor
- Dolaylı, Digor
- Düzgeçit, Digor
- Eren, Digor
- Gülhayran, Digor
- Halıkışlak, Digor
- Hasancan, Digor
- Hisarönü, Digor
- Karabağ, Digor
- Karakale, Digor
- Kilittaşı, Digor
- Kocaköy, Digor
- Köseler, Digor
- Mahirbey, Digor
- Oyuklu, Digor
- Saklıca, Digor
- Sorguçkavak, Digor
- Sorkunlu, Digor
- Şatıroğlu, Digor
- Şenol, Digor
- Şirinköy, Digor
- Türkmeşen, Digor
- Uzunkaya, Digor
- Varlı, Digor
- Yağlıca, Digor
- Yaylacık, Digor
- Yemençayır, Digor
- Yeniköy, Digor

## Kağızman
- Kağızman
- Ağdam, Kağızman
- Akçakale, Kağızman
- Akçay, Kağızman
- Akören, Kağızman
- Akyayla, Kağızman
- Altungedik, Kağızman
- Aşağıkaragüney, Kağızman
- Aşağıtut, Kağızman
- Aydınkavak, Kağızman
- Bulanık, Kağızman
- Bücüklü, Kağızman
- Camuşlu, Kağızman
- Çallı, Kağızman
- Çayarası, Kağızman
- Çaybük, Kağızman
- Çengilli, Kağızman
- Çeperli, Kağızman
- Çiçekli, Kağızman
- Çilehane, Kağızman
- Çukurayva, Kağızman
- Değirmendere, Kağızman
- Denizgölü, Kağızman
- Devebük, Kağızman
- Dibekkaya, Kağızman
- Donandı, Kağızman
- Duranlar, Kağızman
- Esenkır, Kağızman
- Evyapan, Kağızman
- Görecek, Kağızman
- Gümüştepe, Kağızman
- Günindi, Kağızman
- Günindiyaylası, Kağızman
- Güvendik, Kağızman
- Karabağ, Kağızman
- Karaboncuk, Kağızman
- Karacaören, Kağızman
- Karakale, Kağızman
- Karakuş, Kağızman
- Keşişkıran, Kağızman
- Kozlu, Kağızman
- Kökpınar, Kağızman
- Kömürlü, Kağızman
- Kötek, Kağızman
- Kuloğlu, Kağızman
- Kuruyayla, Kağızman
- Ortaköy, Kağızman
- Paslı, Kağızman
- Sağbaş, Kağızman
- Şaban, Kağızman
- Taşbilek, Kağızman
- Taşburun, Kağızman
- Tomruktaş, Kağızman
- Tunçkaya, Kağızman
- Ürker, Kağızman
- Yağlıca, Kağızman
- Yalnızağaç, Kağızman
- Yankıpınar, Kağızman
- Yellikıran, Kağızman
- Yenice, Kağızman
- Yolkorur, Kağızman
- Yukarıkaragüney, Kağızman

## Sarıkamış
- Sarıkamış
- Akkoz, Sarıkamış
- Akören, Sarıkamış
- Alisofu, Sarıkamış
- Altınbulak, Sarıkamış
- Armutlu, Sarıkamış
- Asbuğa, Sarıkamış
- Aşağısallıpınar, Sarıkamış
- Balabantaş, Sarıkamış
- Balıklı, Sarıkamış
- Başköy, Sarıkamış
- Belencik, Sarıkamış
- Beşyol, Sarıkamış
- Boyalı, Sarıkamış
- Bozat, Sarıkamış
- Çamyazı, Sarıkamış
- Çardakçatı, Sarıkamış
- Çatak, Sarıkamış
- Çolaklı, Sarıkamış
- Eşmeçayır, Sarıkamış
- Gecikmez, Sarıkamış
- Güllüce, Sarıkamış
- Hamamlı, Sarıkamış
- Handere, Sarıkamış
- İnkaya, Sarıkamış
- İsisu, Sarıkamış
- Kalebaşı, Sarıkamış
- Karaköse, Sarıkamış
- Karakurt, Sarıkamış
- Karapınar, Sarıkamış
- Karaurgan, Sarıkamış
- Kayalıboğaz, Sarıkamış
- Kazantaş, Sarıkamış
- Kazıkkaya, Sarıkamış
- Koçoğlu, Sarıkamış
- Kozan, Sarıkamış
- Köroğlu, Sarıkamış
- Kurbançayır, Sarıkamış
- Mescitli, Sarıkamış
- Odalar, Sarıkamış
- Ortakale, Sarıkamış
- Parmakdere, Sarıkamış
- Sırataşlar, Sarıkamış
- Sırbasan, Sarıkamış
- Süngütaşı, Sarıkamış
- Şehitemin, Sarıkamış
- Şehithalit, Sarıkamış
- Taşlıgüney, Sarıkamış
- Topkaya, Sarıkamış
- Uzungazi, Sarıkamış
- Yağbasan, Sarıkamış
- Yarkaya, Sarıkamış
- Yayıklı, Sarıkamış
- Yenigazi, Sarıkamış
- Yeniköy, Sarıkamış
- Yukarısallıpınar, Sarıkamış

## Selim
- Selim
- Aşağıdamlapınar, Selim
- Akçakale, Selim
- Akpınar, Selim
- Akyar, Selim
- Alisofu, Selim
- Aşağıkotanlı, Selim
- Başköy, Selim
- Bayburt, Selim
- Baykara, Selim
- Benliahmet, Selim
- Beyköy, Selim
- Bozkuş, Selim
- Bölükbaş, Selim
- Büyükdere, Selim
- Çaybaşı, Selim
- Çıplaklı, Selim
- Darboğaz, Selim
- Dölbentli, Selim
- Eskigazi, Selim
- Eskigeçit, Selim
- Gelinalan, Selim
- Gürbüzler, Selim
- Hasbey, Selim
- İğdir, Selim
- Kamışlı, Selim
- Karaçayır, Selim
- Karahamza, Selim
- Karakale, Selim
- Katranlı, Selim
- Kekeç, Selim
- Kırkpınar, Selim
- Koşapınar, Selim
- Koyunyurdu, Selim
- Laloğlu, Selim
- Mollamustafa, Selim
- Oluklu, Selim
- Oluklu (small), Selim
- Ortakale, Selim
- Sarıgün, Selim
- Söğütlü, Selim
- Tozluca, Selim
- Tuygun, Selim
- Yamaçlı, Selim
- Yalnızçam, Selim
- Yassıca, Selim
- Yaylacık, Selim
- Yenice, Selim
- Yeşiltepe, Selim
- Yolgeçmez, Selim
- Yukarıdamlapınar, Selim
- Yukarıkotanlı, Selim

## Susuz
- Susuz
- Aksu, Susuz
- Aynalı, Susuz
- Büyükçatak, Susuz
- Çamçavuş, Susuz
- Çığrıklı, Susuz
- Doyumlu, Susuz
- Erdağı, Susuz
- Ermişler, Susuz
- Gölbaşı, Susuz
- Harmanlı, Susuz
- İncesu, Susuz
- İncilipınar, Susuz
- Kalecik, Susuz
- Karapınar, Susuz
- Kayadibi, Susuz
- Kayalık, Susuz
- Keçili, Susuz
- Kırçiçeği, Susuz
- Kırkpınar, Susuz
- Kiziroğlu, Susuz
- Kurugöl, Susuz
- Küçükçatak, Susuz
- Ortalar, Susuz
- Porsuklu, Susuz
- Taşlıca, Susuz
- Yaylacık, Susuz
- Yolboyu, Susuz